# نادي تورينو

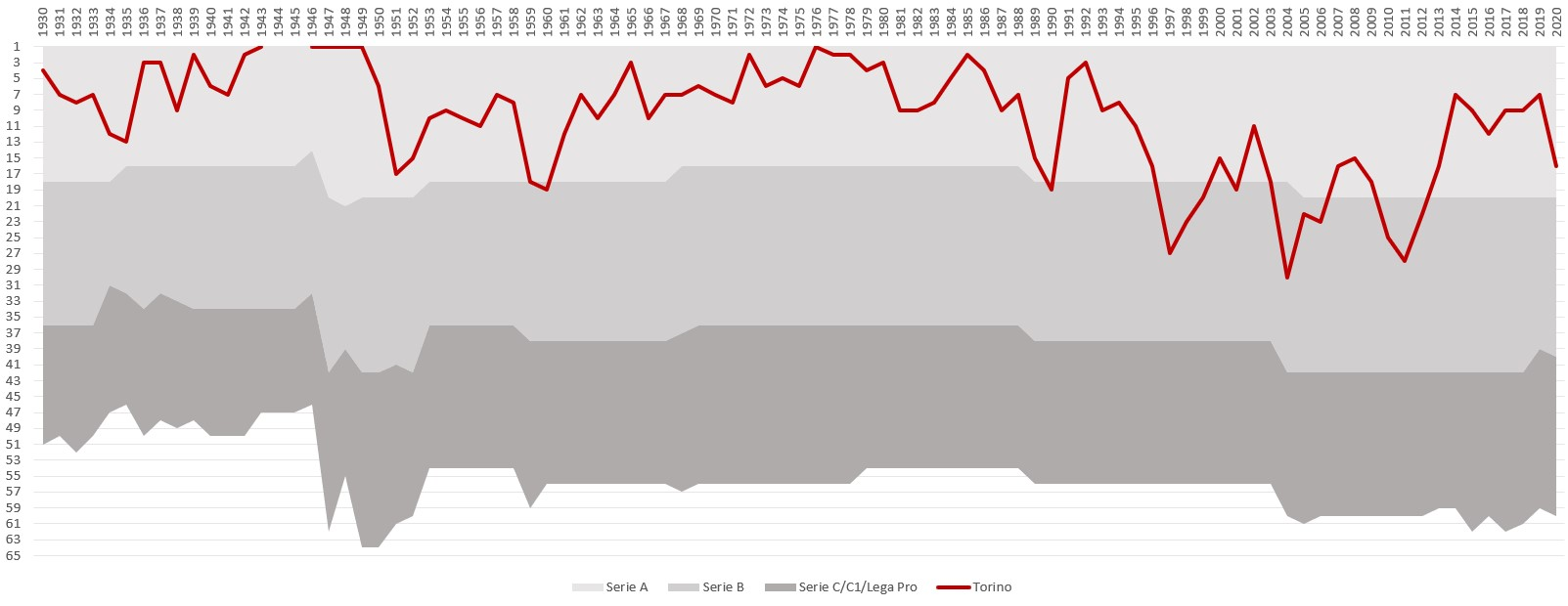
تقدم مشاركة نادي تورينو في الدوري الإيطالي لكرة القدم منذ الموسم الأول من الدوري الإيطالي الموحد (1929/30).

نادي تورينو لكرة القدم (بالإنجليزية: Torino Football Club)‏ هو نادي كرة قدم محترف من مدينة تورينو، إيطاليا يلعب حاليًا في الدوري الإيطالي. يعرف النادي بعدة ألقاب منها: 《الغراناتا》(بالإيطالية: I Granata)‏ (وتعني الكستنائيون، إشارة إلى لون زي الفريق) و《التورو》(بالإيطالية: Il Toro)‏ (وتعني الثور، إشارة لشعار مدينة تورينو). كان الفريق منذ تأسيسه حتى عام 1970 يعرف باسم إيه سي تورينو (بالإيطالية: A.C. Torino)‏، وبعد ذلك تورينو كالتشيو (بالإيطالية: Torino Calcio)‏ حتى عام 2005، حينما أخذ مسماه الحالي.
تأسس تورينو عام 1906، ويعد من أكثر الأندية نجاحًا في إيطاليا برصيد سبعة ألقاب [الإنجليزية] للدوري الإيطالي، وحقق النادي خمسة ألقاب للدوري متتاليةً خلال الأربعينيات من القرن العشرين، كما فاز بكأس إيطاليا خمس مرات، كان آخرها في موسم 1992–93. فاز النادي على الصعيد الدولي بكأس أوروبا الوسطى في عام 1991، ووصل إلى نهائيات الدوري الأوروبي في موسم 1991–92، وخسر أمام نادي أياكس أمستردام الهولندي. صعد الفريق للدوري الإيطالي الدرجة الأولى عندما فاز بالمركز الثالث في موسم 2011–12 في الدوري الإيطالي الدرجة الثانية.

## تأسيس النادي وقصة الفريق
في 3 ديسمبر عام 1906 تأسس النادي عن طريق بعض المنشقين عن يوفنتوس والذين طالبوا بالاستقلال عن النادى ومن بين المنشقين شخص يدعى هانس شونينبورد وهو رجل أعمال سويسري وقد أصبح أول رئيس للنادي الجديد نادى إيه سي تورينو وأيضاً كان هناك ألفريدو ديك وهو سويسري أيضا وكان ثاني رئيس للنادي ولكن كلاهما لم يستمر في رئاسة النادى أكثر من سنة وكان معهم فيتوريو بوزو والذي أصبح فيما بعد مدرباً لتورينو ومن بعدها مدرباً لمنتخب إيطاليا.
النادي الجديد جذب وتكون من العديد من أندية المدينة الأخرى والتي كانت أقدم منه مثل إنترناسيونالي تورينو والذي كان قد تأسس عام 1890 ويو إس تورينسي. وكانت أول مباراة رسمية للنادي في يوم 16 ديسمبر عام 1906 ضد فريق Unione Sportiva Pro Vercelli Calcio والتي انتهت لصالح تورينو بثلاثة أهداف لهدف.
غير أن الفريق لم يعرف أول فترة سعيدة بحق إلا في عهد الرئيس انريكو ماروني سينزينو أي من عام 1924 وأيضا فاز تورينو في عهده بالبطولة عام 1927 ولم يكتفى بذلك بل فاز بالبطولة التالية عام 1928 لتكون ثاني بطوله للنادي وأيضا قام رئيس النادى انريكو ماروني سينزينو بتشييد أول ملعب حقيقي وهو ملعب فيلادليفا والذي كان يسمى أيضا بـ campo Torino - والذي ظل يلعب عليه تورينو حتى عام 1958 - لتبدأ فترة حقيقيه في تاريخ النادى.

## بطولات الفريق
- الدوري الإيطالي الدرجة الأولى: 1928، 1942-43، 1945-46، 1946-47، 1947-48، 1948-49، 1975-76
- كأس إيطاليا: 1935-36، 1942-43، 1967-68، 1970-71، 1992-93
- الدوري الإيطالي الدرجة الثانية: 1959-60، 1989-90، 2000-01
- كأس ميتروبا: 1990-91
- كأس الألب: 1990

## مأساة سوبرغا
كارثة سوبرغا الجوية وقعت بتاريخ 4 مايو 1949 عندما اصطدمت طائرة تحمل معظم أعضاء نادي تورينو لكرة القدم بتل سوبرغا بالقرب من مدينة تورينو، وقد مات جميع الركاب البالغ عددهم 31، من ضمنهم 18 لاعبا من النادي، وإدارة النادي والصحفيين المرافقين للفريق، بالإضافة لطاقم الطائرة وعدده 4. وقد كان الفريق عائدا للتو من لشبونة بعد مقابلة مع نادي بنفيكا البرتغالي.
طائرة الخطوط الجوية الإيطالية (أليتاليا) وهي من نوع Fiat G212CP كانت قادمة من لشبونة تحمل الفريق معها، لتمر من خلال عاصفة رعدية عند اقترابها من تورينو، وقد كانت الرؤية ضعيفة والغيوم منخفضة جدا، مما اضطر الطيار للانخفاض لكي يتمكن من الرؤية خلال الطيران، ولكن عند تلك اللحظة احتكت الطائرة بحائط بالقرب من كنيسة باسيلكا سوبرغا فتسبب باصطدامها بالكنيسة. السلطات الإيطالية أثبتت بأن انخفاض الغيوم وضعف بالإرسال الراديوي ووجود خطأ ملاحي كانت كلها عوامل ساهمت بوقوع الحادث.

## ديربي تورينو
دربي تورينو (بالإيطالية: Derby di Torino)‏ هو الدربي المحلي بين فريقي كرة القدم من مدينة تورينو الإيطالية هما نادي تورينو ويوفنتوس.

### الإحصائيات
- أخر تحديث في 28 أبريل 2013.

|                 | المواجهات | فاز يوفنتوس | تعادل | فاز تورينو | سجل يوفنتوس | سجل تورينو |
| الدوري الإيطالي | 162       | 67          | 46    | 49         | 239         | 202        |
| كأس الحروب      | 6         | 3           | 2     | 1          | 12          | 12         |
| النهائيات       | 2         | 0           | 1     | 1          | 0           | 1          |
| كأس إيطاليا     | 16        | 7           | 5     | 4          | 20          | 17         |
| الرسمية         | 186       | 77          | 54    | 55         | 271         | 232        |
| الودية          | 41        | 16          | 8     | 17         | 75          | 77         |
| المجموع الكلي   | 227       | 93          | 62    | 72         | 344         | 309        |

## تشكيلة الفريق

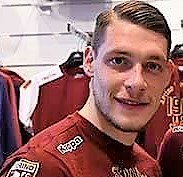
أندريا بيلوتي قائد الفريق

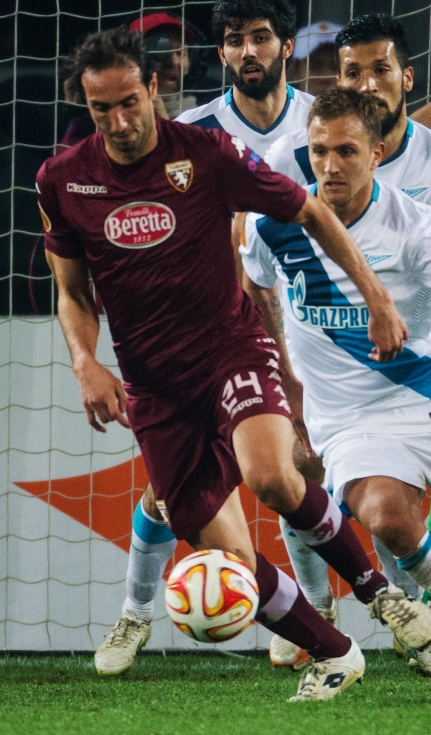
إميليانو موريتي نائب القائد

### التشكيلة الحالية
آخر تحديث في 23 سبتمبر 2017
ملاحظة: تشير الأعلام إلى المنتخب الوطني على النحو المحدد في قواعد الأهلية للفيفا. قد يحمل اللاعبون أكثر من جنسية واحدة غير تابعة للفيفا.
| الرقم | البلد      | المركز | اللاعب                                |
| ----- | ---------- | ------ | ------------------------------------- |
| 1     | الأوروغواي | حارس   | سالفادور إيتشازو                      |
| 3     | إيطاليا    | مدافع  | كريستيان مولينارو                     |
| 4     | إيطاليا    | مدافع  | كيفن بونيفاتسي                        |
| 6     | غانا       | وسط    | أفري أكوا                             |
| 8     | إيطاليا    | وسط    | دانييلي باسيلي                        |
| 9     | إيطاليا    | مهاجم  | أندريا بيلوتي                         |
| 10    | صربيا      | مهاجم  | آدم لياييتش                           |
| 11    | فرنسا      | مهاجم  | مباي نيانغ (معار من إيه سي ميلان)     |
| 13    | الأرجنتين  | مدافع  | نيكولاس بورديسو                       |
| 14    | إسبانيا    | مهاجم  | ياغو فالكي                            |
| 15    | إيطاليا    | وسط    | كريستيان أنسالدي (معار من إنتر ميلان) |
| 16    | السويد     | وسط    | صامويل غوستافسون                      |
| 18    | إيطاليا    | وسط    | ميركو فالديفيوري                      |
| 20    | إيطاليا    | مهاجم  | سيموني إيديرا                         |
| 21    | إسبانيا    | مهاجم  | آليكس بيرينغوير                       |

| الرقم | البلد     | المركز | اللاعب                               |
| ----- | --------- | ------ | ------------------------------------ |
| 22    | نيجيريا   | وسط    | جويل أوبي                            |
| 23    | إيطاليا   | مدافع  | أنطونيو باريكا                       |
| 24    | إيطاليا   | مدافع  | إميليانو موريتي                      |
| 29    | إيطاليا   | مدافع  | لورينزو دي سيلفيستري                 |
| 31    | الأرجنتين | مهاجم  | لوكاس بوييه                          |
| 32    | صربيا     | حارس   | فانيا ميلينكوفيتش سافيتش             |
| 33    | الكاميرون | مدافع  | نيكولاس نكولو (معار من أولمبيك ليون) |
| 39    | إيطاليا   | حارس   | سالفاتوري سيريغو                     |
| 88    | فنزويلا   | وسط    | توماس رينكون (معار من يوفنتوس)       |
| 97    | البرازيل  | مدافع  | ليانكو                               |
| 99    | نيجيريا   | وسط    | عمر صادق (معار من روما)              |

### اللاعبون المعارون
ملاحظة: تشير الأعلام إلى المنتخب الوطني على النحو المحدد في قواعد الأهلية للفيفا. قد يحمل اللاعبون أكثر من جنسية واحدة غير تابعة للفيفا.
| الرقم | البلد    | المركز | اللاعب                                   |
| ----- | -------- | ------ | ---------------------------------------- |
| 5     | البرازيل | مدافع  | كارلاو (معار إلى أبويل القبرصي)          |
| 25    | صربيا    | وسط    | ساشا لوكيتش (معار إلى ليفانتي الإسباني)  |
| 26    | البرازيل | مدافع  | دانيلو أفيلار (معار إلى أميين الفرنسي)   |
| 90    | إيطاليا  | حارس   | توماسو كوشيتي (معار إلى ريجينا الإيطالي) |
| 93    | ألبانيا  | مدافع  | أليند أييتي (معار إلى كروتوني الإيطالي)  |

- ملحوظة: تنتهي جميع فترات الإعارة في 30 يونيو 2018م

## وصلات خارجية
- الموقع الرسمي (بالإيطالية) (بالإنجليزية)